# 제너럴오토모빌
제너럴오토모빌은 2012년 서울에서 최용민이 설립한 자동차금융 및 자동차구매대행 전문기업이다.
설립자 최용민은 1998년 자동차 업계에 입문, 대우자동차를 필두로 BMW LEXUS BENZ GM 등에서 활동하며 4개 브랜드 판매왕에 올라 대한민국 "세일즈분야대상수상기록최다보유자"(한국기록원(http://www.korearecords.co.kr/cms/dk_record/kri_view.php?ht_id=kri_01&no=2011) / 세계3대인명사전 중, "Marquis Who's Who"(https://cgi.marquiswhoswho.com/OnDemand/Default.aspx?last_name=choi&first_name=yongmin%5B깨진+링크(과거+내용+찾기)%5D) / "국제인명센터 IBC" / 2013한국현대인물열전33선 *한국인물연구원<한국현대인물열전편찬회* http://book.naver.com/bookdb/book_detail.nhn?bid=7329735 등 각종 기록 및 수상을 차지했다. 제너럴오토모빌은 이러한 최용민 대표의 업력을 기반으로 창업된 회사이다.
제너럴오토모빌은 대한민국 내에서 생산되었거나 대한민국 내로 수입된 전 세계 모든 브랜드의 자동차를 취급하며, 현재 자동차리스 및 장기렌트를 주력 사업으로 하고 있다.